# Élections législatives de 1898 dans la Loire-Inférieure
Les élections législatives de 1898 ont eu lieu les 8 et 22 mai.

## Résultats à l'échelle du département
| Partis         | Partis                     | Premier tour | Premier tour | Deuxième tour | Deuxième tour | Sièges |
| Partis         | Partis                     | Voix         | %            | Voix          | %             | Sièges |
| -------------- | -------------------------- | ------------ | ------------ | ------------- | ------------- | ------ |
|                | Monarchistes               | 50 217       | 38,97        | 5 492         | 21,18         | 3      |
|                | Républicains progressistes | 47 199       | 36,63        | 14 689        | 56,64         | 3      |
|                | Ralliés                    | 22 429       | 17,41        |               |               | 2      |
|                | Parti ouvrier français     | 5 584        | 4,33         | 5 753         | 22,18         | 0      |
|                | Socialistes                | 3 418        | 2,65         |               |               | 0      |
|                |                            |              |              |               |               |        |
| Inscrits       | Inscrits                   | 179 772      | 100,00       | 42 843        | 100,00        | 8      |
| Votants        | Votants                    | 132 661      | 73,79        | 26 651        | 62,21         |        |
| Abstentions    | Abstentions                | 47 111       | 26,21        | 16 192        | 37,79         |        |
| Blancs et nuls | Blancs et nuls             | 3 814        | 2,87         | 717           | 2,69          |        |
| Exprimés       | Exprimés                   | 128 847      | 97,13        | 25 934        | 97,31         |        |

## Résultats par arrondissement

### Arrondissement d'Ancenis
| Candidat       | Candidat                                    | Parti          | Premier tour | Premier tour |
| Candidat       | Candidat                                    | Parti          | Voix         | %            |
| -------------- | ------------------------------------------- | -------------- | ------------ | ------------ |
|                | Henri Marie Auguste Ferron de la Ferronnays | Monarchiste    | 6 613        | 53,62        |
|                | Maës                                        | Rallié         | 5 720        | 46,38        |
|                |                                             |                |              |              |
| Inscrits       | Inscrits                                    | Inscrits       | 14 619       | 100,00       |
| Votants        | Votants                                     | Votants        | 12 482       | 85,38        |
| Abstention     | Abstention                                  | Abstention     | 2 137        | 14,62        |
| Blancs et nuls | Blancs et nuls                              | Blancs et nuls | 149          | 1,19         |
| Exprimés       | Exprimés                                    | Exprimés       | 12 333       | 98,81        |

### Arrondissement de Châteaubriant
| Candidat       | Candidat                       | Parti          | Premier tour | Premier tour |
| Candidat       | Candidat                       | Parti          | Voix         | %            |
| -------------- | ------------------------------ | -------------- | ------------ | ------------ |
|                | Fernand du Breil de Pontbriand | Monarchiste    | 12 223       | 100,00       |
|                |                                |                |              |              |
| Inscrits       | Inscrits                       | Inscrits       | 23 543       | 100,00       |
| Votants        | Votants                        | Votants        | 14 572       | 61,90        |
| Abstention     | Abstention                     | Abstention     | 8 971        | 38,10        |
| Blancs et nuls | Blancs et nuls                 | Blancs et nuls | 2 349        | 16,12        |
| Exprimés       | Exprimés                       | Exprimés       | 12 223       | 83,88        |

### Arrondissement de Nantes

#### 1recirconscription
| Candidat       | Candidat            | Parti                    | Premier tour | Premier tour | Deuxième tour | Deuxième tour |
| Candidat       | Candidat            | Parti                    | Voix         | %            | Voix          | %             |
| -------------- | ------------------- | ------------------------ | ------------ | ------------ | ------------- | ------------- |
|                | Maurice Sibille     | Républicain progressiste | 6 028        | 42,56        | 6 711         | 53,84         |
|                | Charles Brunellière | POF                      | 5 584        | 39,43        | 5 753         | 46,16         |
|                | Pucel               | Monarchiste              | 2 550        | 18,01        |               |               |
|                |                     |                          |              |              |               |               |
| Inscrits       | Inscrits            | Inscrits                 | 21 496       | 100,00       | 21 495        | 100,00        |
| Votants        | Votants             | Votants                  | 14 307       | 66,56        | 12 803        | 59,56         |
| Abstention     | Abstention          | Abstention               | 7 189        | 33,44        | 8 692         | 40,44         |
| Blancs et nuls | Blancs et nuls      | Blancs et nuls           | 145          | 1,01         | 339           | 2,65          |
| Exprimés       | Exprimés            | Exprimés                 | 14 162       | 98,99        | 12 464        | 97,35         |

#### 2ecirconscription
| Candidat       | Candidat       | Parti                    | Premier tour | Premier tour | Deuxième tour | Deuxième tour |
| Candidat       | Candidat       | Parti                    | Voix         | %            | Voix          | %             |
| -------------- | -------------- | ------------------------ | ------------ | ------------ | ------------- | ------------- |
|                | Gustave Roch   | Républicain progressiste | 6 163        | 41,57        | 7 978         | 59,23         |
|                | Giraudeau      | Monarchiste              | 5 245        | 35,38        | 5 492         | 40,77         |
|                | Escuyer        | Socialiste               | 3 418        | 23,05        |               |               |
|                |                |                          |              |              |               |               |
| Inscrits       | Inscrits       | Inscrits                 | 21 351       | 100,00       | 21 348        | 100,00        |
| Votants        | Votants        | Votants                  | 15 033       | 70,41        | 13 848        | 64,87         |
| Abstention     | Abstention     | Abstention               | 6 318        | 29,59        | 7 500         | 35,13         |
| Blancs et nuls | Blancs et nuls | Blancs et nuls           | 207          | 1,38         | 378           | 2,73          |
| Exprimés       | Exprimés       | Exprimés                 | 14 826       | 98,62        | 13 470        | 97,27         |

#### 3ecirconscription
| Candidat       | Candidat                    | Parti                    | Premier tour | Premier tour |
| Candidat       | Candidat                    | Parti                    | Voix         | %            |
| -------------- | --------------------------- | ------------------------ | ------------ | ------------ |
|                | Louis Dubochet              | Républicain progressiste | 14 311       | 51,21        |
|                | Henri Le Loup de La Biliais | Monarchiste              | 13 637       | 48,79        |
|                |                             |                          |              |              |
| Inscrits       | Inscrits                    | Inscrits                 | 35 519       | 100,00       |
| Votants        | Votants                     | Votants                  | 28 299       | 79,67        |
| Abstention     | Abstention                  | Abstention               | 7 220        | 20,33        |
| Blancs et nuls | Blancs et nuls              | Blancs et nuls           | 351          | 1,24         |
| Exprimés       | Exprimés                    | Exprimés                 | 27 948       | 98,76        |

### Arrondissement de Paimbœuf
| Candidat       | Candidat       | Parti                    | Premier tour | Premier tour |
| Candidat       | Candidat       | Parti                    | Voix         | %            |
| -------------- | -------------- | ------------------------ | ------------ | ------------ |
|                | Jules Galot    | Rallié                   | 7 547        | 66,09        |
|                | Etiennez       | Républicain progressiste | 3 873        | 33,91        |
|                |                |                          |              |              |
| Inscrits       | Inscrits       | Inscrits                 | 14 342       | 100,00       |
| Votants        | Votants        | Votants                  | 11 528       | 80,38        |
| Abstention     | Abstention     | Abstention               | 2 814        | 19,62        |
| Blancs et nuls | Blancs et nuls | Blancs et nuls           | 108          | 0,94         |
| Exprimés       | Exprimés       | Exprimés                 | 11 420       | 99,06        |

### Arrondissement de Saint-Nazaire

#### 1recirconscription
| Candidat       | Candidat                    | Parti                    | Premier tour | Premier tour |
| Candidat       | Candidat                    | Parti                    | Voix         | %            |
| -------------- | --------------------------- | ------------------------ | ------------ | ------------ |
|                | Anthime Pierre Louis Ménard | Rallié                   | 9 162        | 52,90        |
|                | Fernand Édouard Gasnier     | Républicain progressiste | 8 156        | 47,10        |
|                |                             |                          |              |              |
| Inscrits       | Inscrits                    | Inscrits                 | 25 735       | 100,00       |
| Votants        | Votants                     | Votants                  | 17 771       | 69,05        |
| Abstention     | Abstention                  | Abstention               | 7 964        | 30,95        |
| Blancs et nuls | Blancs et nuls              | Blancs et nuls           | 453          | 2,55         |
| Exprimés       | Exprimés                    | Exprimés                 | 17 318       | 97,45        |

#### 2ecirconscription
| Candidat       | Candidat           | Parti                    | Premier tour | Premier tour |
| Candidat       | Candidat           | Parti                    | Voix         | %            |
| -------------- | ------------------ | ------------------------ | ------------ | ------------ |
|                | Pierre de Montaigu | Monarchiste              | 9 949        | 53,44        |
|                | Amaury Simon       | Républicain progressiste | 8 668        | 46,56        |
|                |                    |                          |              |              |
| Inscrits       | Inscrits           | Inscrits                 | 23 167       | 100,00       |
| Votants        | Votants            | Votants                  | 18 669       | 80,58        |
| Abstention     | Abstention         | Abstention               | 4 498        | 19,42        |
| Blancs et nuls | Blancs et nuls     | Blancs et nuls           | 52           | 0,28         |
| Exprimés       | Exprimés           | Exprimés                 | 18 617       | 99,72        |

## Sources
1. 1 2 3 4 5  France Chambre des députés (1876-1942) Auteur du texte, Tableau des élections à la Chambre des députés... dressé aux archives de la Chambre des députés, 1885-1946 (lire en ligne).